# Коротченківська сільська рада
Коро́тченківська сільська́ ра́да — колишній орган місцевого самоврядування в Шосткинському районі Сумської області. Адміністративний центр — село Погребки. Виключено з облікових даних 14 серпня 2019 року у рамках об'єднання територіальних громад Сумської області.

## Загальні відомості
- Населення ради: 930 осіб (станом на 2001 рік)

## Населені пункти
Сільській раді були підпорядковані населені пункти:
- с. Погребки
- с. Остроушки
- с. Свірж

## Склад ради
Рада складалася з 14 депутатів та голови.
- Голова ради: Линок Михайло Якович
- Секретар ради: Ходькова Алла Володимирівна

### Керівний склад попередніх скликань
| Прізвище, ім'я, по батькові | Основні відомості                                                         | Дата обрання | Дата звільнення |
| --------------------------- | ------------------------------------------------------------------------- | ------------ | --------------- |
| Линок Михайло Якович        | Сільський голова, 1959 року народження, освіта вища, член Народної партії | 26.03.2006   | 31.10.2010      |
| Линок Михайло Якович        | Сільський голова, 1959 року народження, освіта вища, член Партії регіонів | 31.10.2010   |                 |

Примітка: таблиця складена за даними сайту Верховної Ради України

## Населення
Згідно з переписом УРСР 1989 року чисельність наявного населення сільської ради становила 1194 особи, з яких 485 чоловіків та 709 жінок.
За переписом населення України 2001 року в сільській раді мешкало 926 осіб.

### Мова
Розподіл населення за рідною мовою за даними перепису 2001 року:
| Мова       | Відсоток |
| ---------- | -------- |
| українська | 78,17 %  |
| російська  | 19,57 %  |
| білоруська | 2,15 %   |